# Limnodriloides tarutensis
Limnodriloides tarutensis är en ringmaskart som beskrevs av Erséus 1986. Limnodriloides tarutensis ingår i släktet Limnodriloides och familjen glattmaskar. Inga underarter finns listade i Catalogue of Life.